# Dom Książków
Artykuł ten został zgłoszony do umieszczenia na stronie głównej w rubryce „Czy wiesz”.
Pomóż nam go sprawdzić: oceń zgłoszoną nominację.
Dom Książków – modernistyczna willa z 1977 roku, mieszcząca się przy ulicy Chopina w Tarnowie. Budynek został zaprojektowany przez Wojciecha Pietrzyka. Łączył funkcje mieszkalne z gabinetem lekarskim. Inwestorem był tarnowski rentgenolog Stanisław Książek, który mieszkał w tym budynku do śmierci w 2024 roku.

## Lokalizacja i nazwa
Willa powstała w Tarnowie, w centrum miasta, przy dawnym trakcie wiodącym z rynku do Żabna, na rogu ulic Chopina oraz Starowolskiego. Jej adres to ulica Chopina 16. Budynek sąsiaduje z pierzeją starszych od siebie kamienic.
W bezpośrednim sąsiedztwie, po przeciwnej stronie ulicy Chopina, mieszkali m.in. Jan Szczepanik – wynalazca i Agata Mróz-Olszewska – siatkarka.
Budynek nazywany jest domem Książków, willą Książków lub domem doktora Książka.

## Historia

### Właściciel
Właścicielem domu był lekarz medycyny Stanisław Książek. Urodził się 17 września 1931 roku w Skrzyszowie koło Tarnowa. Uczył się w I Liceum Ogólnokształcącym w Tarnowie, gdzie zdał egzamin dojrzałości. W 1958 roku ukończył studia wyższe na Akademii Medycznej w Krakowie, a w latach 1958–1962 był stypendystą Ministerstwa Zdrowia. W 1963 roku otrzymał specjalizację II stopnia z radiologii. Kierował Pracownią Radiologiczną w Szpitalu Miejskim w Tarnowie od roku 1963 do 1999. Od 1975 do 1998 roku był konsultantem wojewódzkim do spraw radiologii w województwie tarnowskiem. Zmarł 27 lutego 2024 roku.

### Budowa (do 1977)
W 1965 roku Stanisław Książek zakupił działkę pod budowę nieruchomości. Za realizację projektu odpowiedzialny był krakowski architekt Wojciech Pietrzyk, którego inwestor poznał dzięki swojej siostrze. Prace projektowe rozpoczęto w 1966 roku, a prace budowlane po zatwierdzeniu projektu w miejskim Wydziale Architektury w 1967 roku. Od etapu projektowania zakładano, że budynek będzie łączyć funkcje mieszkalne z funkcją użytkową gabinetu lekarskiego.

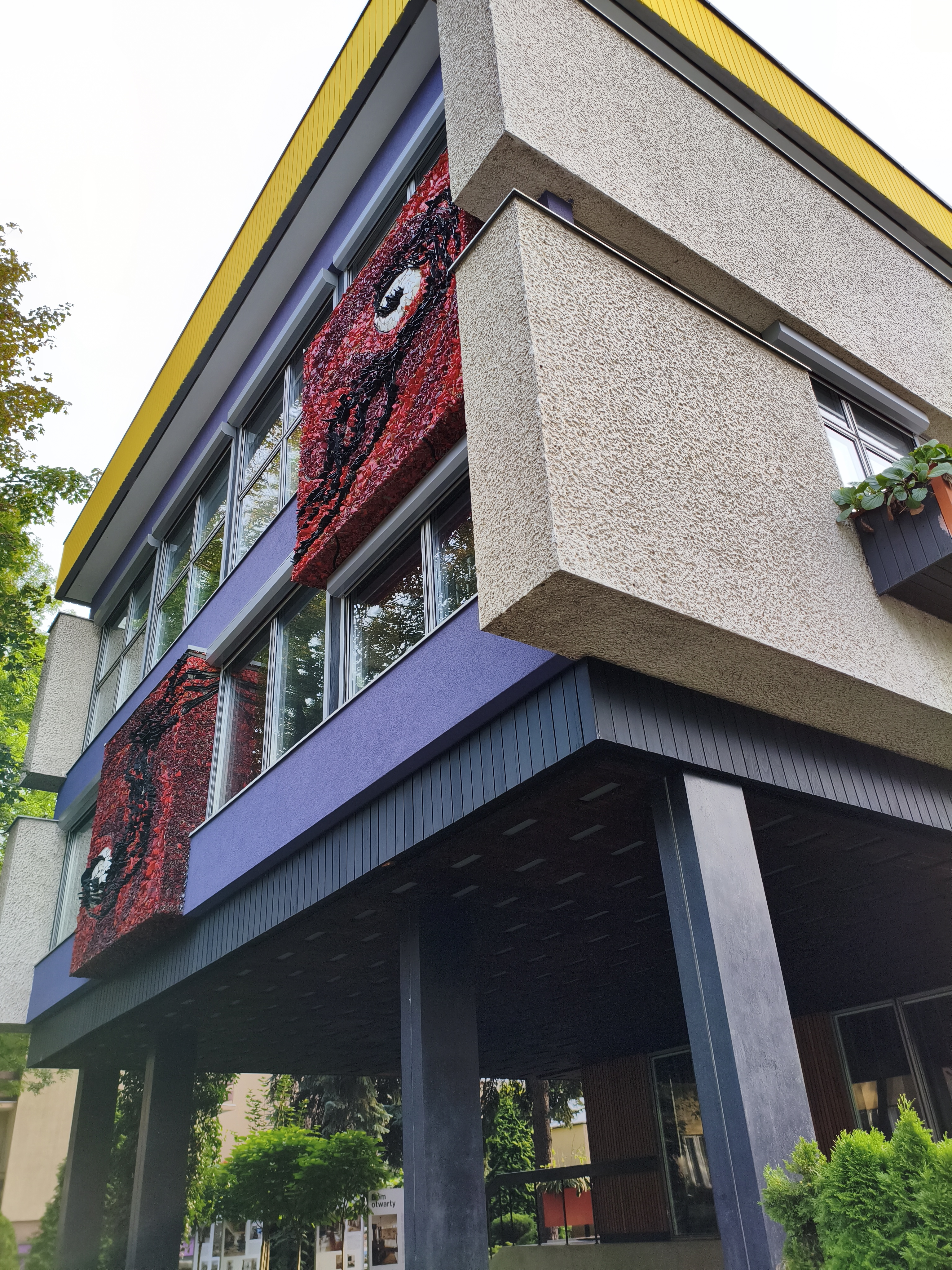
Dom Książków (widok z ulicy)

Pierwotnie budynek miał mieć tradycyjny – kubiczny kształt, niemniej miejski architekt nie zgodził się na taki projekt, stwierdzając, że budynek zaburzy perspektywę ulicy, zasłaniając widok: budynek znajduje się na rogu ulic Chopina i Starowolskiego, przy skrzyżowaniu ulic: Chopina, Grottgera i Starowolskiego, oraz w pobliżu łuku ulicy Chopina. W związku z tym parter został podcięty w sposób typowy dla modernizmu. W pomieszczeniu, z którego w efekcie tych zmian zrezygnowano, miała znajdować się pracownia rentgenowska Stanisława Książka. Kwestionowano także nośność oraz kolorystykę budynku.
Budowa trwała 10 lat z powodu trudności w dostępności materiałów w PRL-u, a także ze względu na silne charaktery zarówno inwestora, jak i architekta, przez co nie byli oni skłonni iść na ustępstwa, a ich wizje budynku często kolidowały ze sobą. Rozmach projektu i rzadko używane materiały, z których powstawał budynek, wywoływały ciekawość mieszkańców Tarnowa, którzy podobno mieli sądzić, że w tym miejscu nie powstaje prywatny dom, ale ambasada. Do budowy użyto ok. 200 ton stali, 170 aluminiowych okien.
Urządzanie wnętrz trwało 3 lata. Płytki w kuchni oraz elementy elewacji wykonali Helena i Roman Husarscy w swojej pracowni w Przegorzałach w Krakowie. Mozaiki wykonali ze szklanych odpadów z pobliskiej huty. Kominek prawdopodobnie zaprojektował Bronisław Chromy. Meble wykonane zostały w Kalwarii Zebrzydowskiej z takich materiałów jak modrzew, jawor, grusza czy limba.

### 1977–2024

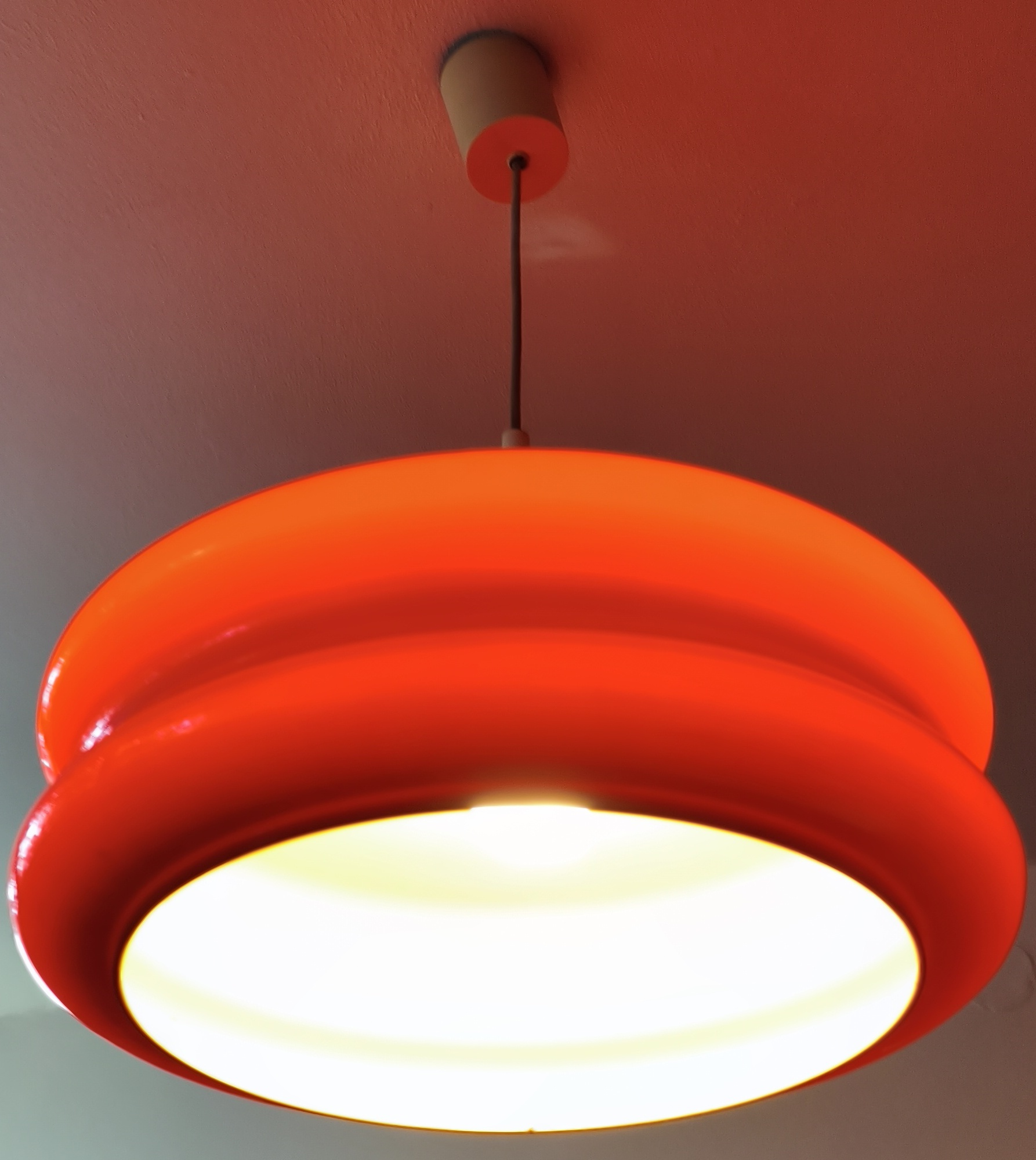
Czerwona lampa wisząca w przedpokoju

Po zakończeniu budowy, w 1977 roku, w budynku zamieszkał Stanisław Książek wraz z rodziną. W latach 80. XX wieku, prawdopodobnie w 1984 roku, dokonano wymiany lamp w salonie. Początkowo znajdowały się tam lampy, takie same jak w przedpokoju, wiszące po trzy, każda w innym kolorze: czerwonym żółtym i prawdopodobnie białym. Nowe lampy nie były zgodne z projektem Pietrzyka. Mosiężne żyrandole wyprodukował w centrum miasta Ryszard Jachna (1935–2002) w swojej  Pracowni Ślusarstwa Artystycznego, który wcześniej wykonał także żyrandole dla Zamku Królewskiego w Warszawie, dzięki czemu zostały one wykonane z tej samej formy. Stare lampy nie zostały wyrzucone, ale schowane w piwnicy. Pietrzyk nie akceptował zmian w projekcie; sam projektował wszystkie meble. Do odnawiania ścian używana jest wciąż ta sama mieszanka, aby utrzymać oryginalny kolor.

### Po śmierci właściciela (od 2024 roku)
W 2024 roku zmarł właściciel budynku – Stanisław Książek. Rodzina Książków postanowiła wystawić dom na sprzedaż. Rzeczoznawca wycenił budynek na 7 milionów złotych, wystawiono go za 5,5 miliona (do negocjacji), czyli 13 253 zł za metr kwadratowy. Później obniżono cenę do 4 milionów i 700 tysięcy złotych. Krzysztof Książek, syn Stanisława, przekazał, że prywatnych osób chętnych na kupno nie brakuje, jednak nie kryją się oni z chęcią przebudowy. Środowiska artystyczne z uwagi na wyjątkowość obiektu postulowały, aby został przekształcony w „iconic house, czyli muzeum samego siebie”. W czerwcu 2025 roku zorganizowano zwiedzanie czekającego na sprzedaż budynku, a zainteresowanie było tak duże, że zorganizowano kolejne terminy: w lipcu oraz sierpniu 2025 roku. Prezydent Tarnowa, Jakub Kwaśny, przekazał, że miasto Tarnów nie kupi budynku, gdyż „go na to nie stać”. W sierpniu 2025 roku uruchomiono petycję online do Ministerstwa Kultury i Dziedzictwa Narodowego z apelem „o zakup i zachowanie dla przyszłych pokoleń unikalnego dzieła polskiej architektury modernizmu – willi Książków w Tarnowie”.

## Architektura

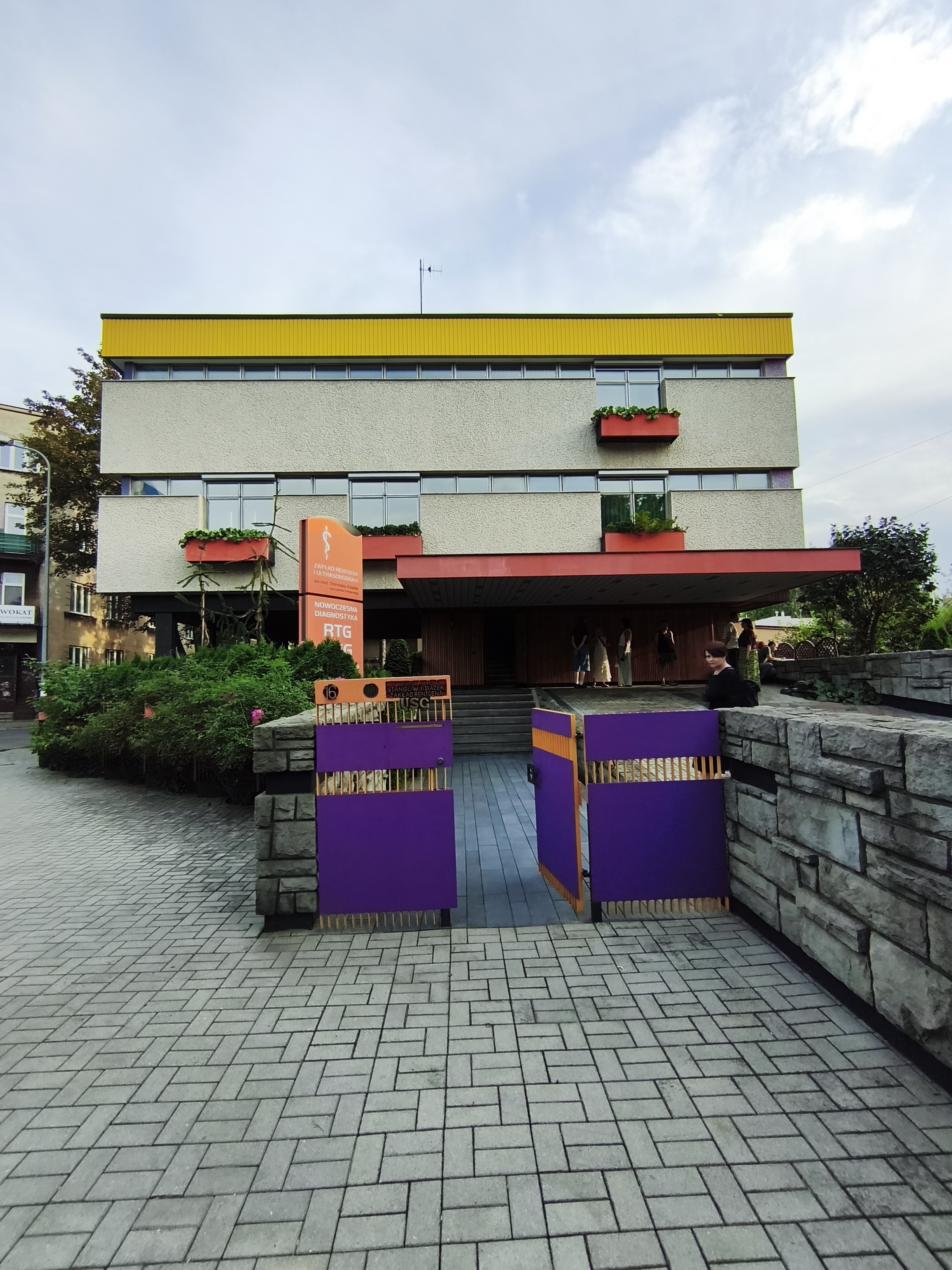
Widok od frontu

Willa została zaprojektowana w modernistycznym stylu przez Wojciecha Pietrzyka. Określana jest jako dzieło totalne ze względu, iż wszystko od początku do końca zostało zaprojektowano przez architekta.
Budynek ma powierzchnię 415 m². Posiada kształt kostki podniesionej na słupach i partej na podciętym parterze. Wykonane z aluminium okna, których jest 170, na każdej ścianie mają inną wielkość i układ. Dach budynku jest płaski. W holu, poczekalni i na balkonie posadzki wykonane zostały z lastryko.
W budynku znajduje się część mieszkalna oraz osobno wydzielony gabinet lekarski wraz z pracownią rentgenowską, a także piwnica oraz garaż na dwa samochody. Stworzenie przestrzeni wielofunkcyjnej: łączącej mieszkanie z miejscem pracy było w PRL-u wyjątkowym podejściem. Wszystkie meble zostały zaprojektowane przez Pietrzyka, a wykonane na zamówienie w Kalwarii Zebrzydowskiej z jaworu, gruszy, limby, modrzewia, wiązu oraz róży. Kaloryfery zostały ukryte pod metalowymi osłonami wykonanymi przez Zakład Ślusarski Franciszka Galusa ze Skrzyszowa.
Budynek otacza ogród, który po zmroku oświetlany jest przez lampki o ciepłym świetle. Również ogród został w całości zaprojektowany przez Pietrzyka. Znajduje się w nim jedna z trzech mozaik wykonanych przez Husarskich, pozostałe dwie znajdują się na wschodnich ścianach budynku. Wszystkie one są podobne: na czerwonym tle przedstawiano biały, kulisty kształt. Kompozycje współgrają z falistymi formami pojawiającymi się na posadzkach domu.
Główne wejście do domu oraz wjazd do garażu, a także drzwi wewnętrzne, zostały ukryte za drewnianą boazerią. Bywało, że odwiedzający budynek wpadali na lustro znajdujące się na końcu korytarza. 

### Część lekarska

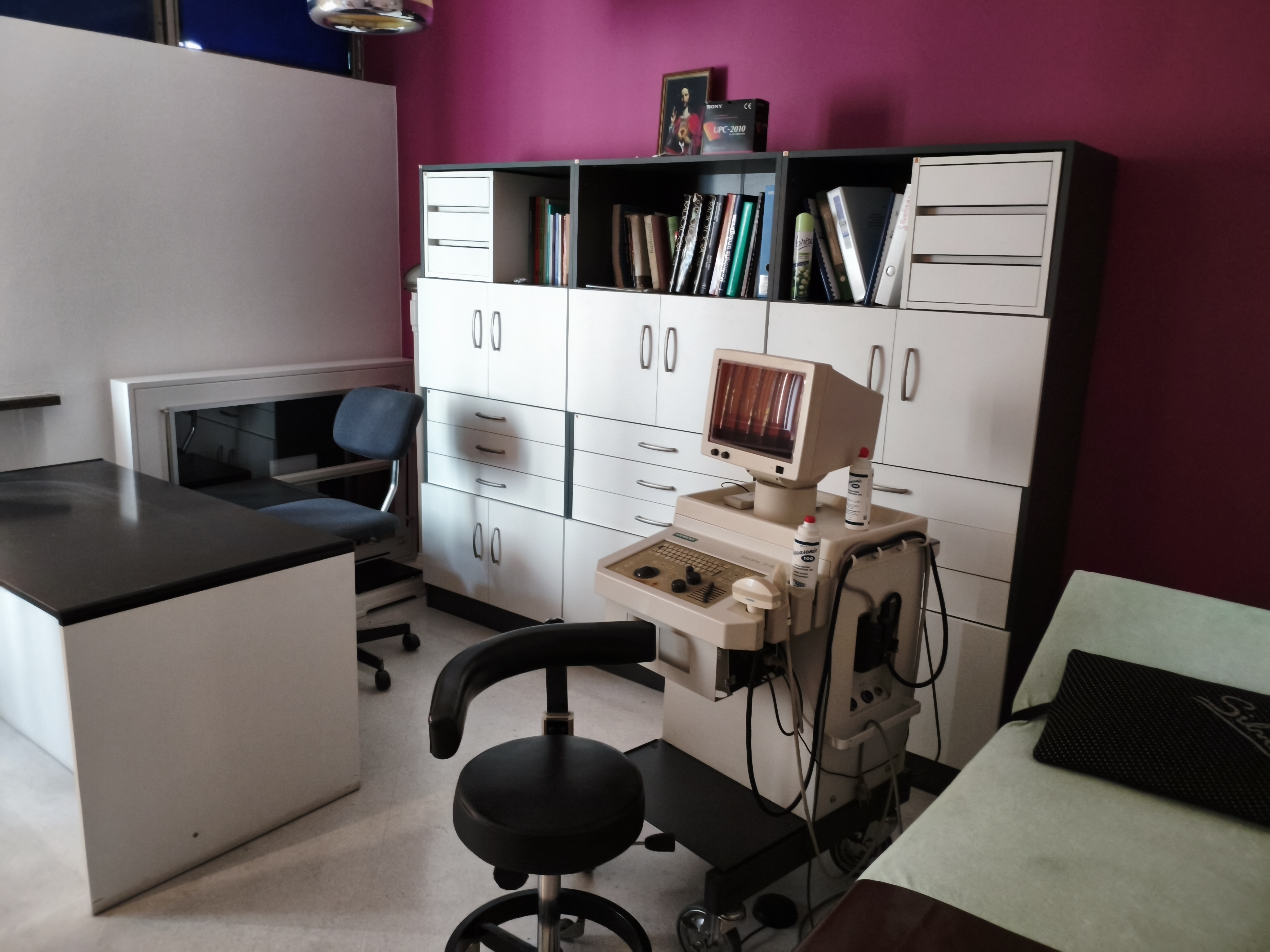
Gabinet

Strefa lekarska znajduje się w osobno wydzielonej części. W jej skład wchodzą: gabinet, pracownia, poczekalnia oraz toaleta dla pacjentów. Ściany tej części zabezpieczono izolacją, która ma nie przepuszczać promieniowania rentgenowskiego.
Wejście do pracowni rentgenowskiej ukryto za drewnianą boazerią, przez co odwiedzający niekiedy mylili drzwi, w efekcie trafiając do salonu. W związku z tym strefy oddzielono skórzanym pasem z motywem ludowym. Wiszące w poczekalni wieszaki zostały odlane na zamówienie.

### Część mieszkalna
W części mieszkalnej znajdują się trzy sypialnie, pokój myśliwski, salon, kuchnia, służbówka oraz łazienka.

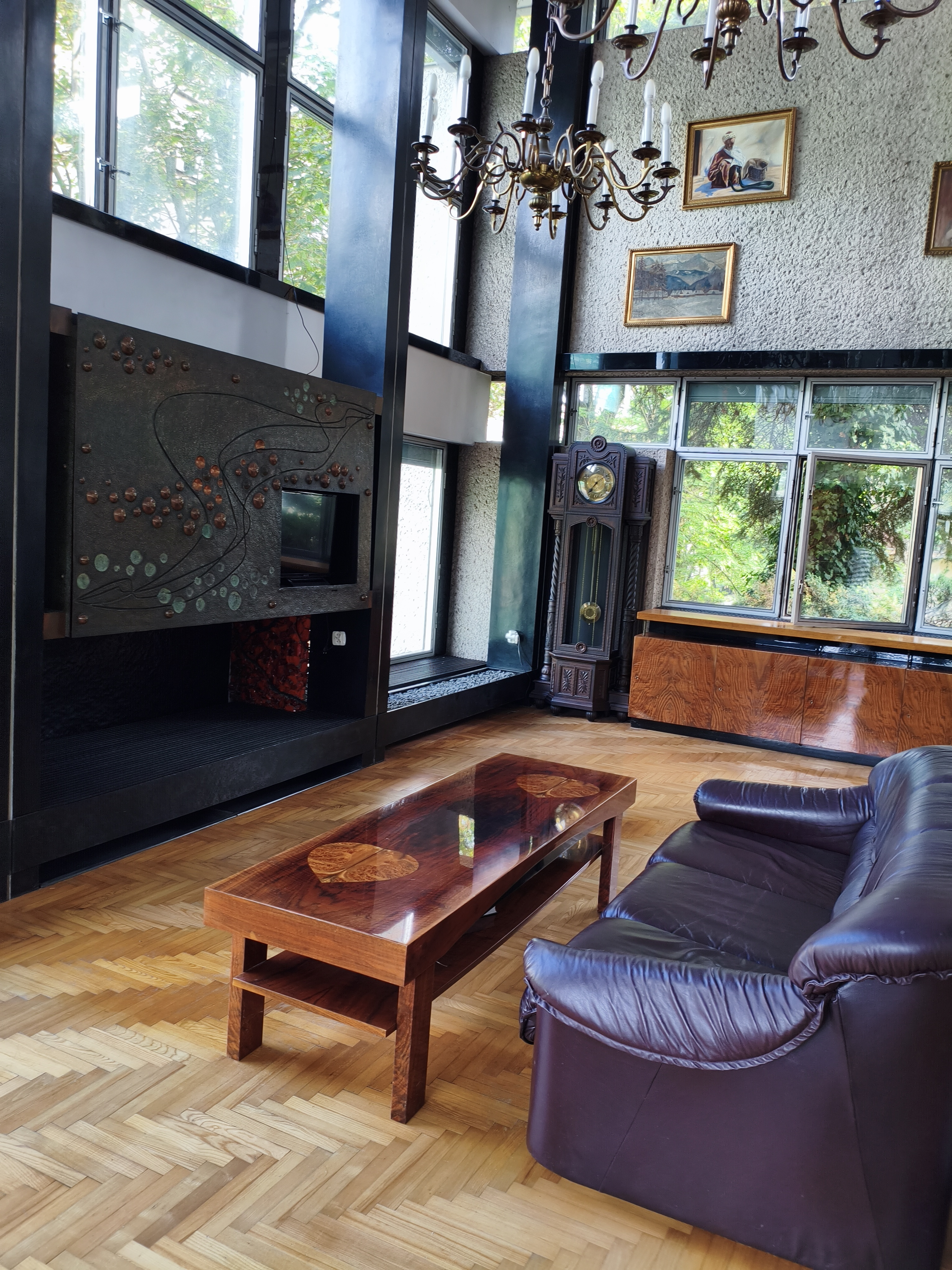
Salon

Salon, nazywany także pokojem dziennym, jest wysoki na sześć metrów. Znajduje się w nim przedłużenie zewnętrznej mozaiki. Wiszące w nim mosiężne żyrandole są takie same jak na Zamku Królewskim w Warszawie, które wyprodukowała Pracownia Ślusarstwa Artystycznego Ryszarda Jachny. Początkowo znajdowały się tam lampy, takie same jak w przedpokoju, wiszące po trzy, każda w innym kolorze: czerwonym, żółtym i prawdopodobnie białym. Nowe lampy nie były zgodne z projektem Pietrzyka. Stare lampy nie zostały wyrzucone, ale schowane w piwnicy. Żyrandole nie pasują do modernistycznej wizji budynku, a wstawienie ich Maciej M. Czarnecki tłumaczy dojrzałością Stanisława Książka, który wywodził się z Małopolski, pozostającej konserwatywnym architektonicznie regionem: „Gdybyśmy wybudowali supermodernistyczny dom dla babci, to ona i tak położyłaby serwetkę pod telewizorem”.
Stół w salonie można rozłożyć, dzięki czemu jest w stanie pomieścić 30 osób. W salonie znajduje się także czerwona lodówka, używana podczas wizyt gości. Kominek prawdopodobnie zaprojektował Bronisław Chromy. Stojąca w salonie, obok kanapy, lampa została wykonana przez Jerzego Słuczana-Orkusza. Salon połączony jest z kuchnią poprzez rozsuwane okienko ukryte w szafie. Kuchenne czerwone płytki ścienne tworzące znajdującą się nad blatem mozaikę są dziełem Husarskich.
Z salonu na antresolę prowadzą ażurowe schody wykonane ze stali oraz drewna. Na antresoli mieszczą się szafki na książki wykonane w stylistyce art déco, a pomiędzy nimi wyróżnia się, zaprojektowana na wymiar, czerwona półka na globus. Antresolę wyposażono w wyjście na balkon. Na końcu korytarza, po prawej stronie, znajduje się pokój myśliwski, po lewej – szklane drzwi, za którymi po lewej są ukryte wejścia do trzech sypialni, po prawej szafy, a na wprost wejście do łazienki. W sypialniach umieszczono meble powstałe na zamówienie: łóżka, szafy i ulokowane przy oknach biurka. Pomiędzy sypialniami umieszczono „szafkę do kontroli dzieci”, posiadającą otwór-wizjer, przez który można zajrzeć z jednego pomieszczenia do drugiego.
Łazienka znajduje się na końcu korytarza, obok sypialni. Wykończona została różowym marmurem. Zawiera jedną z najwcześniejszych w Polsce kabin prysznicowych, które wówczas w kraju nie były jeszcze produkowane. Prototyp kabiny zaprojektował Pietrzyk, wykorzystując drzwi ze sztucznego tworzywa (akrylu).

### Garaż

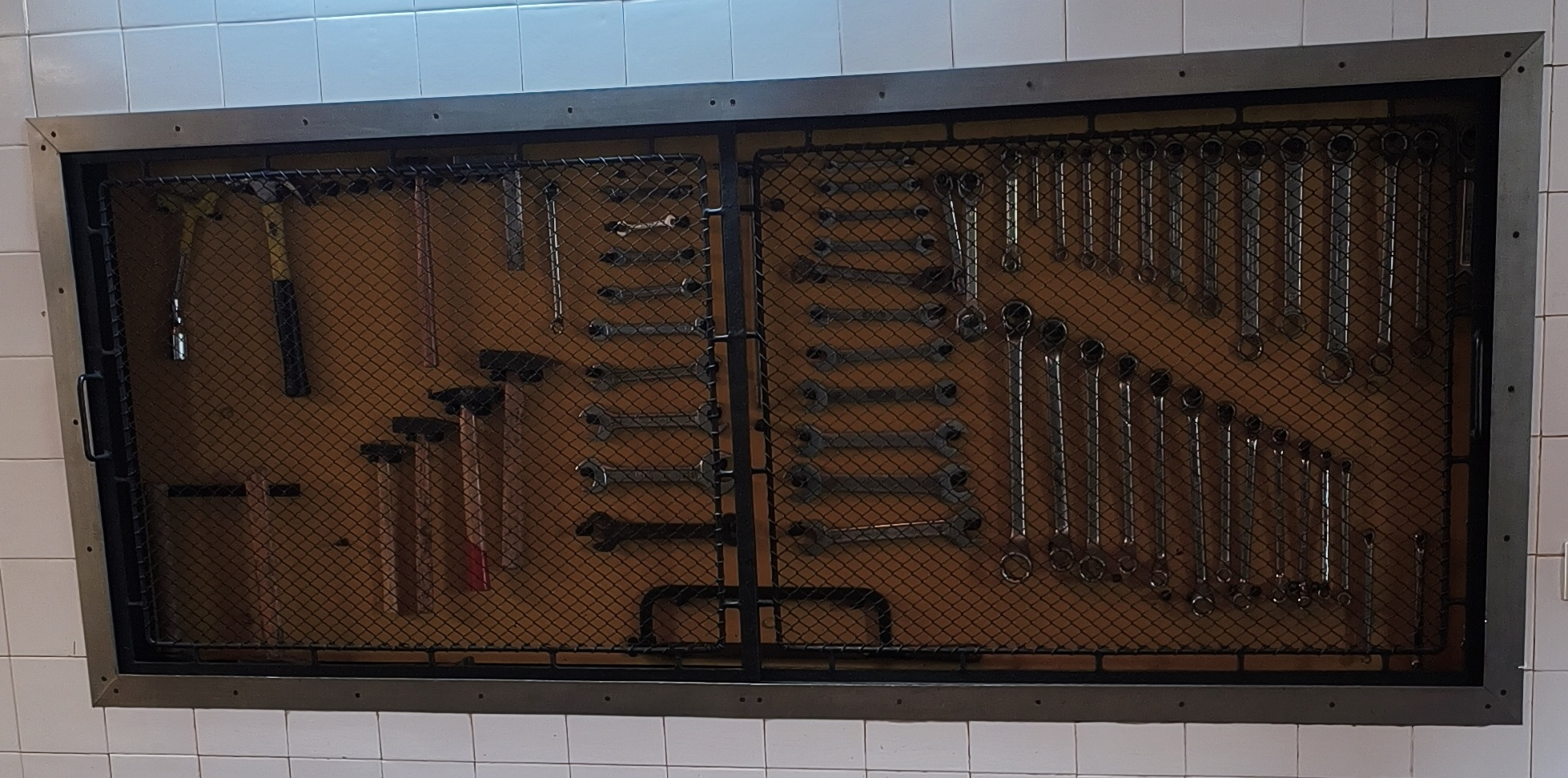
Narzędzia ułożone w garażu

Przewidziany w bryle budynku garaż może pomieścić dwa samochody. Klucze i narzędzia pozostawały dokładnie ułożone we wbudowanej w ścianę skrzynce – jej idealne dopasowanie do potrzeb stanowi dowód przywiązania do szczegółów, zarówno architekta, jak i właściciela nieruchomości.

## Dziedzictwo
W książce Tarnów. 1000 lat nowoczeności pojawiła się dokumentacja fotograficzna domu Książków autorstwa Jana Smagi, a także wywiad ze Stanisławem Książkiem przeprowadzony przez Ewę Łączyńską-Widz w 2010 roku. Dom znalazł się także w przewodniku Le Corbusier w Tarnowie.
Grzegorz Piątek stwierdził, iż jest to „ewenement na skalę kraju”, doceniając niespotykany w Polsce w tamtym okresie rozmach i fantazję. Filip Stringer zachwycał się budynkiem, stwierdzając, że za każdym razem, gdy przechodzi koło niego, musi się na chwilę zatrzymać, aby go podziwiać.
Budynek ze względu na znajdującą się na nim ceramikę znajduje się na szlaku ceramicznym regionu tarnowskiego.

## Galeria

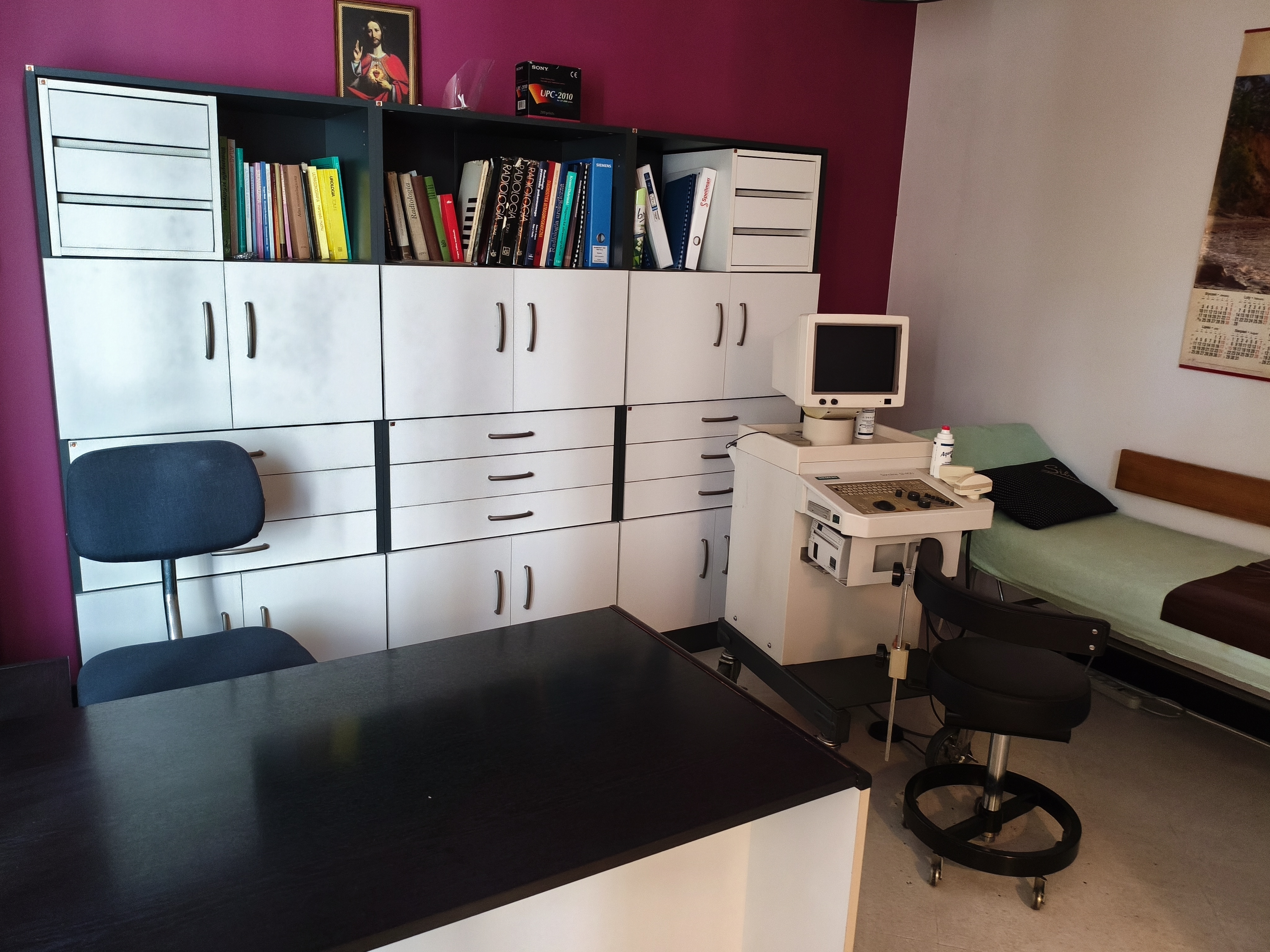
Gabinet
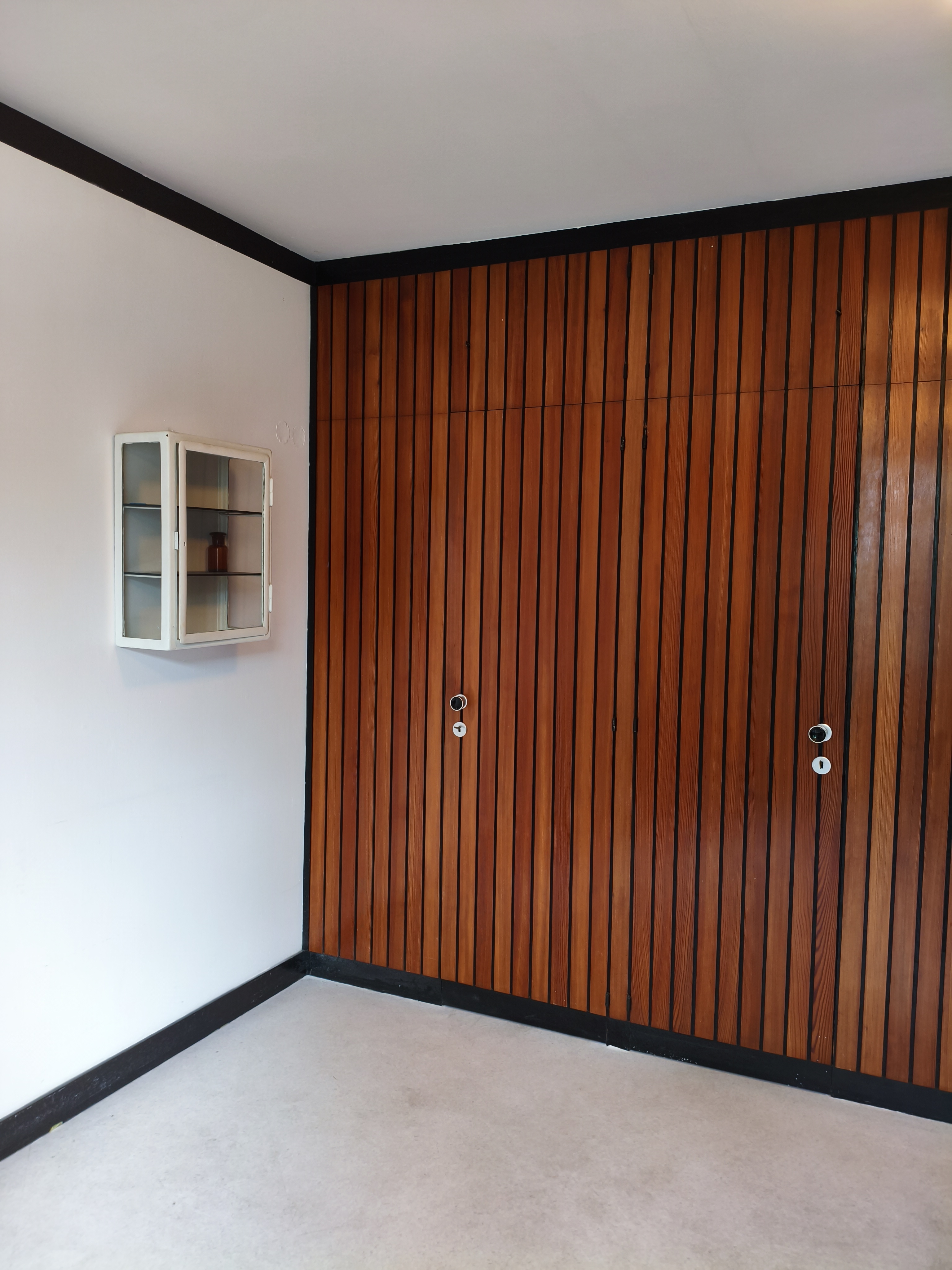
Ukryte drzwi wewnątrz gabinetu
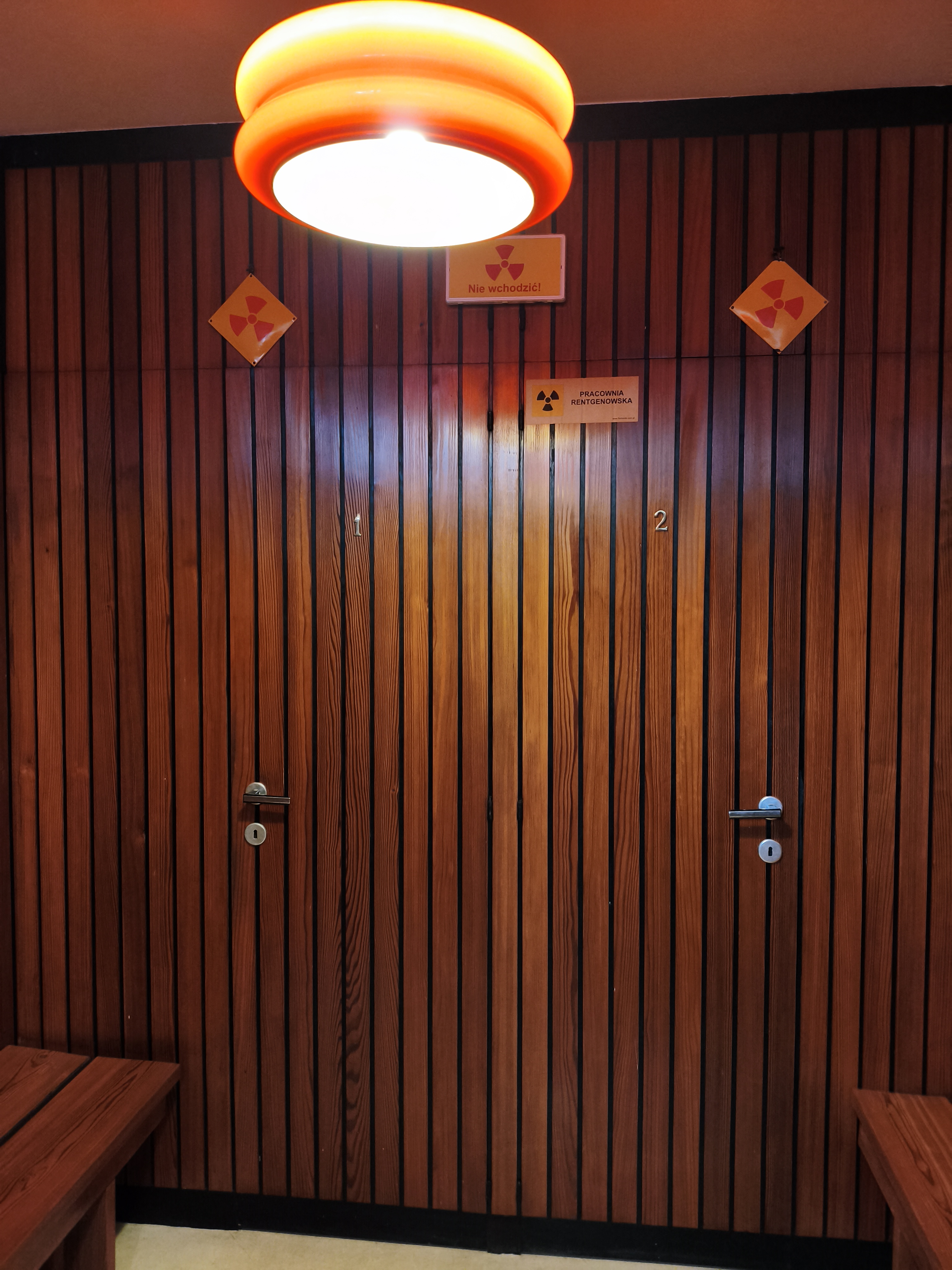
Poczekalnia
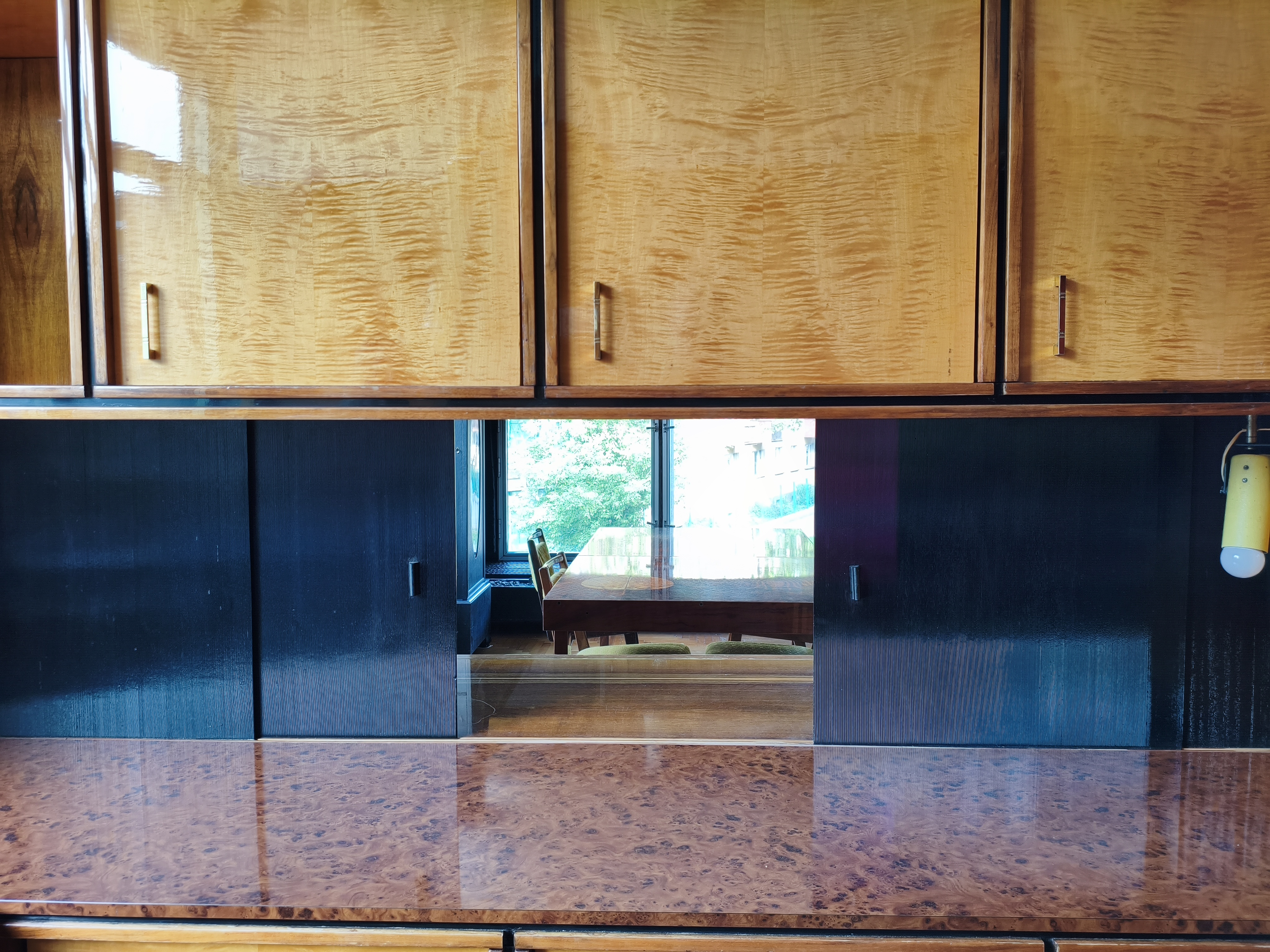
Rozsuwane okienko służące do wydawania posiłków (widok z kuchni na salon)
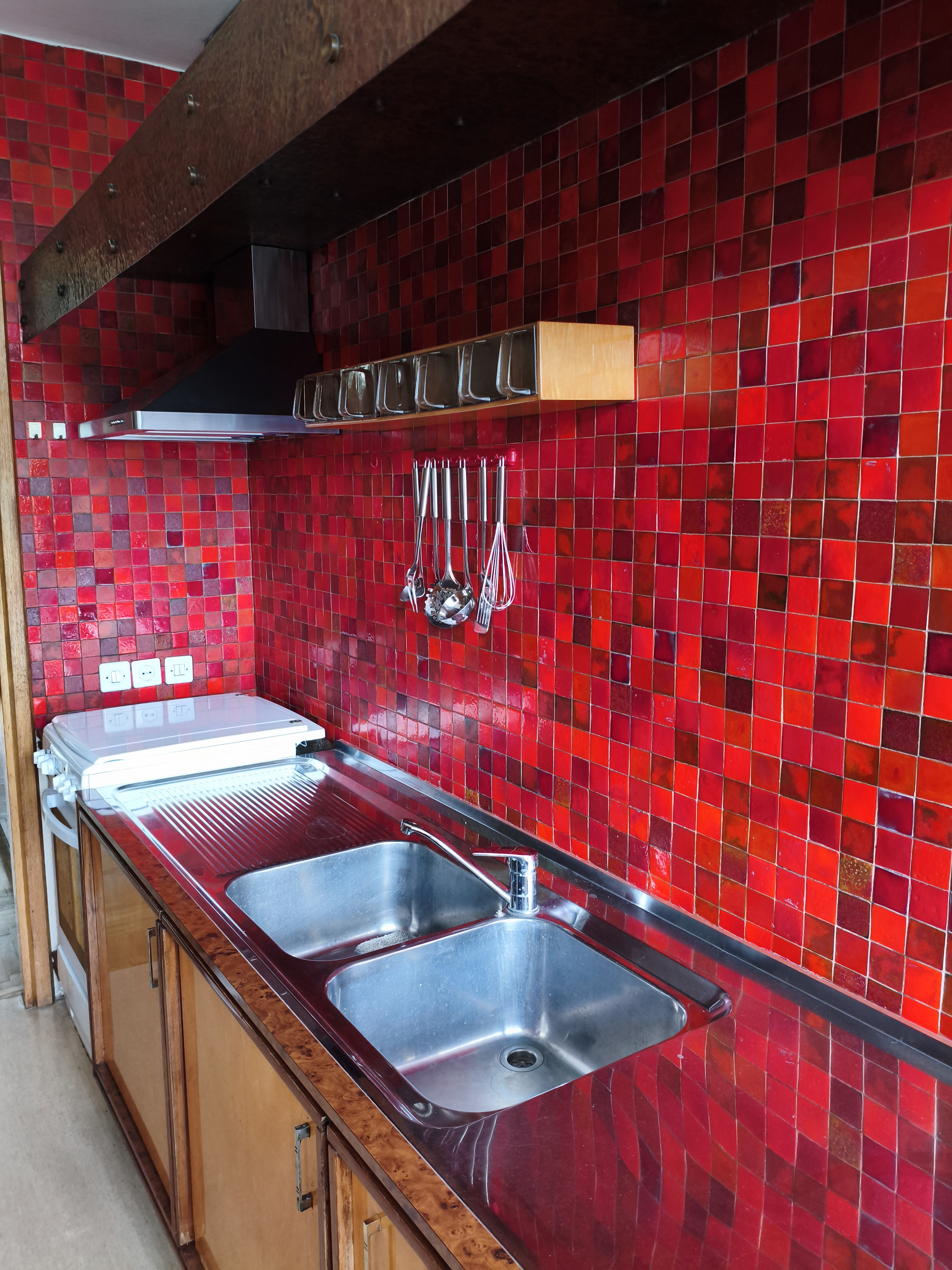
Fragment kuchni: zlew oraz mozaika Husarskich
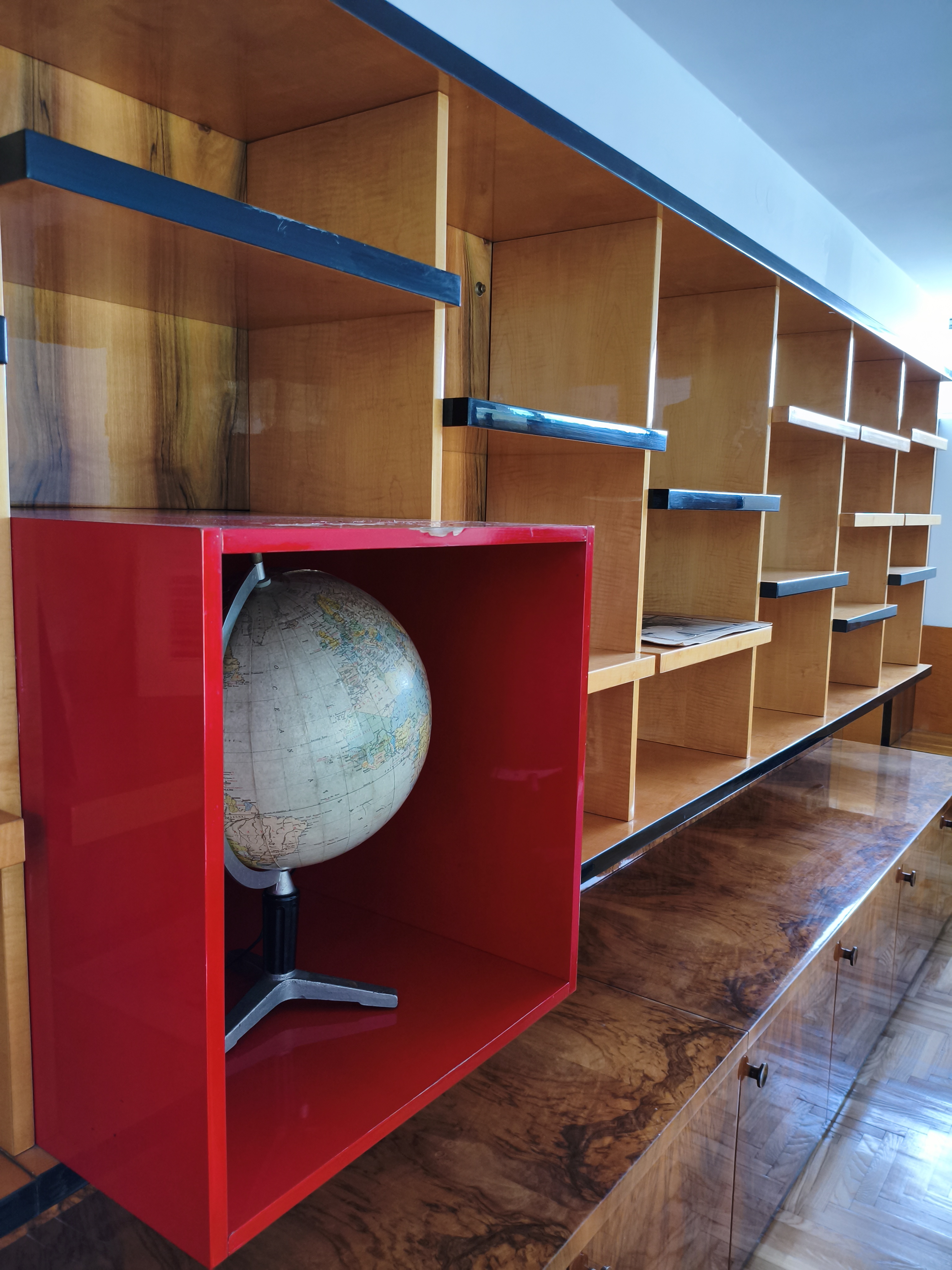
Czerwona półka na globus, w tle szafki na książki
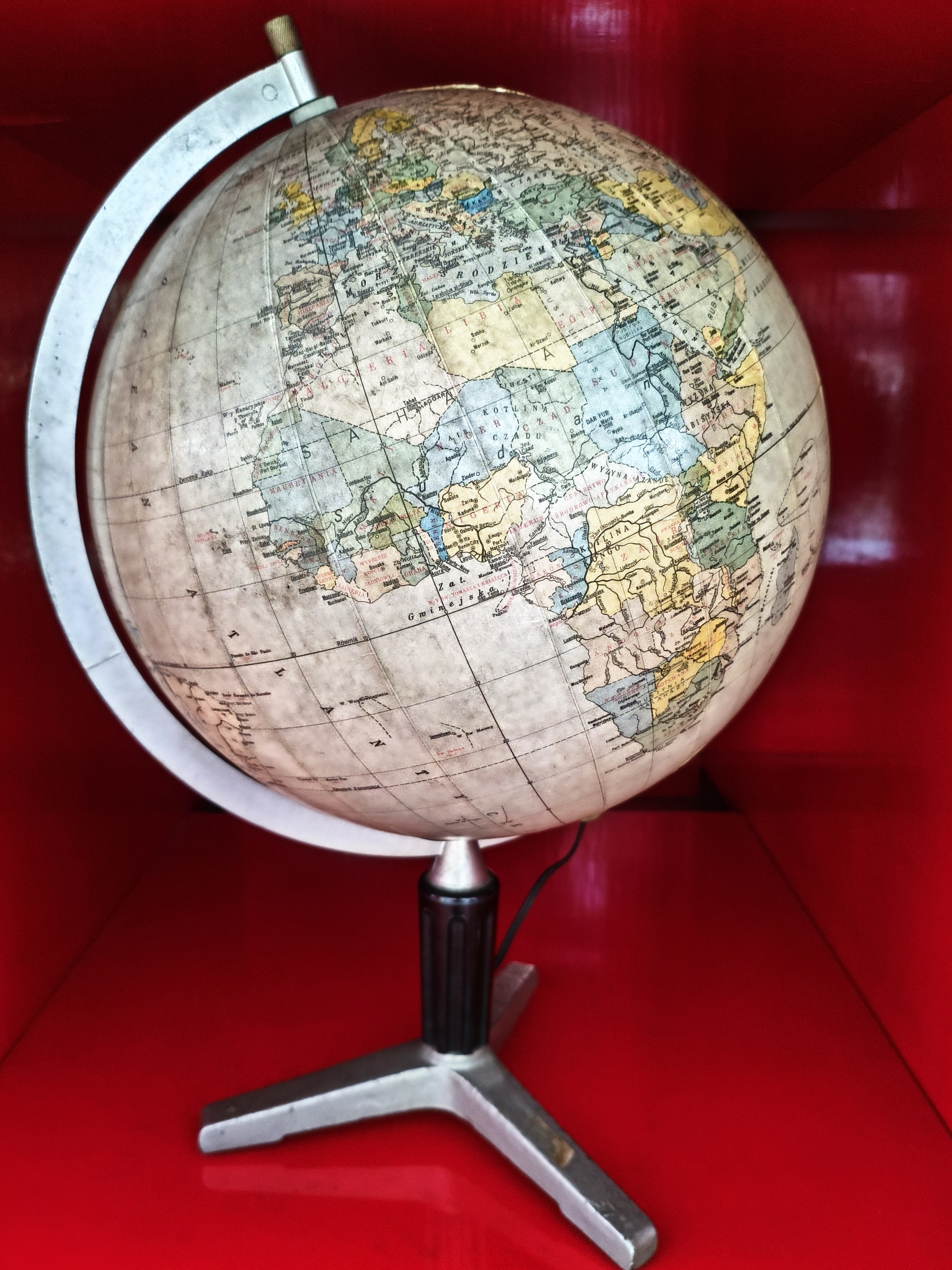
Globus
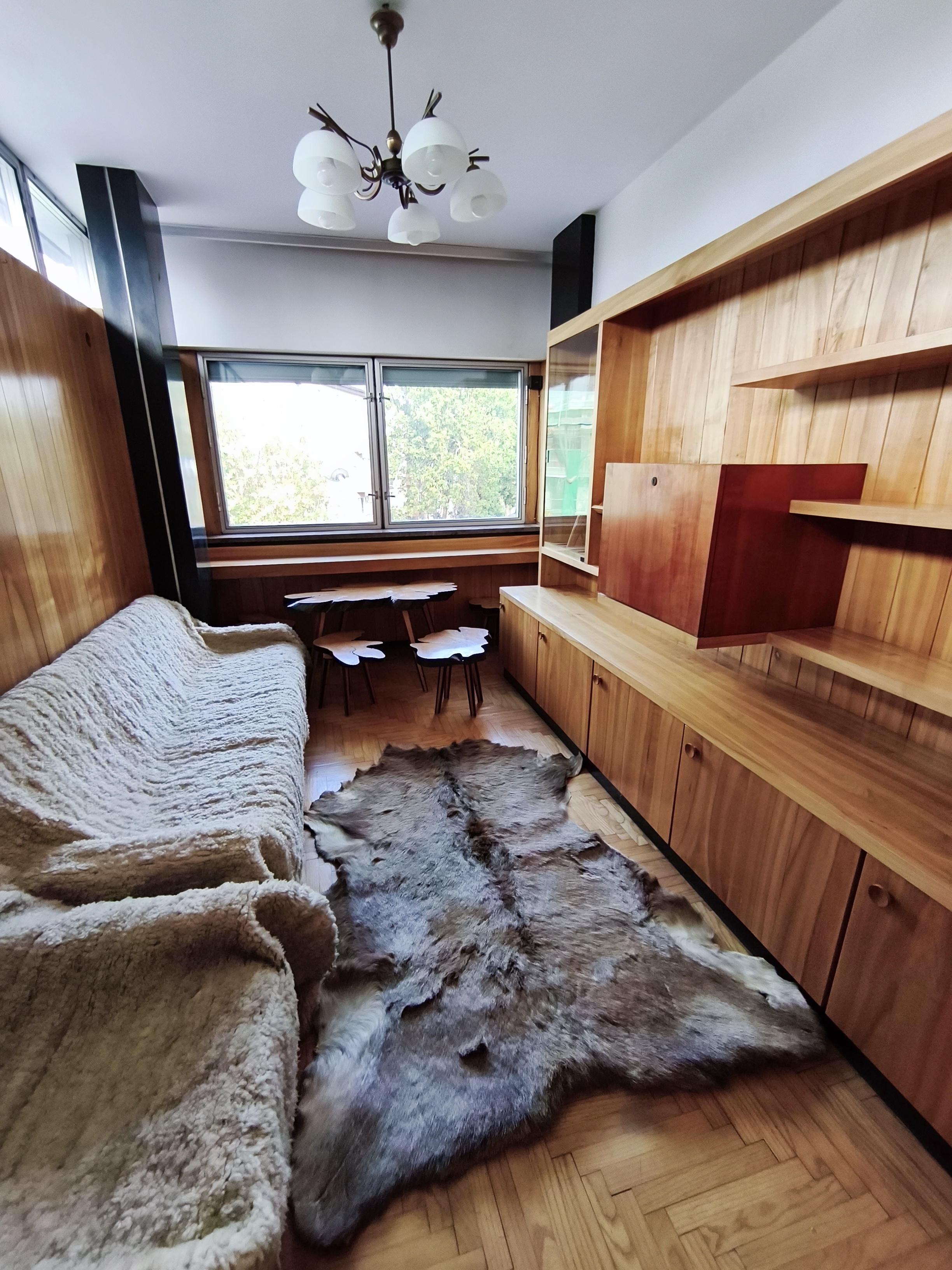
Pokój myśliwski
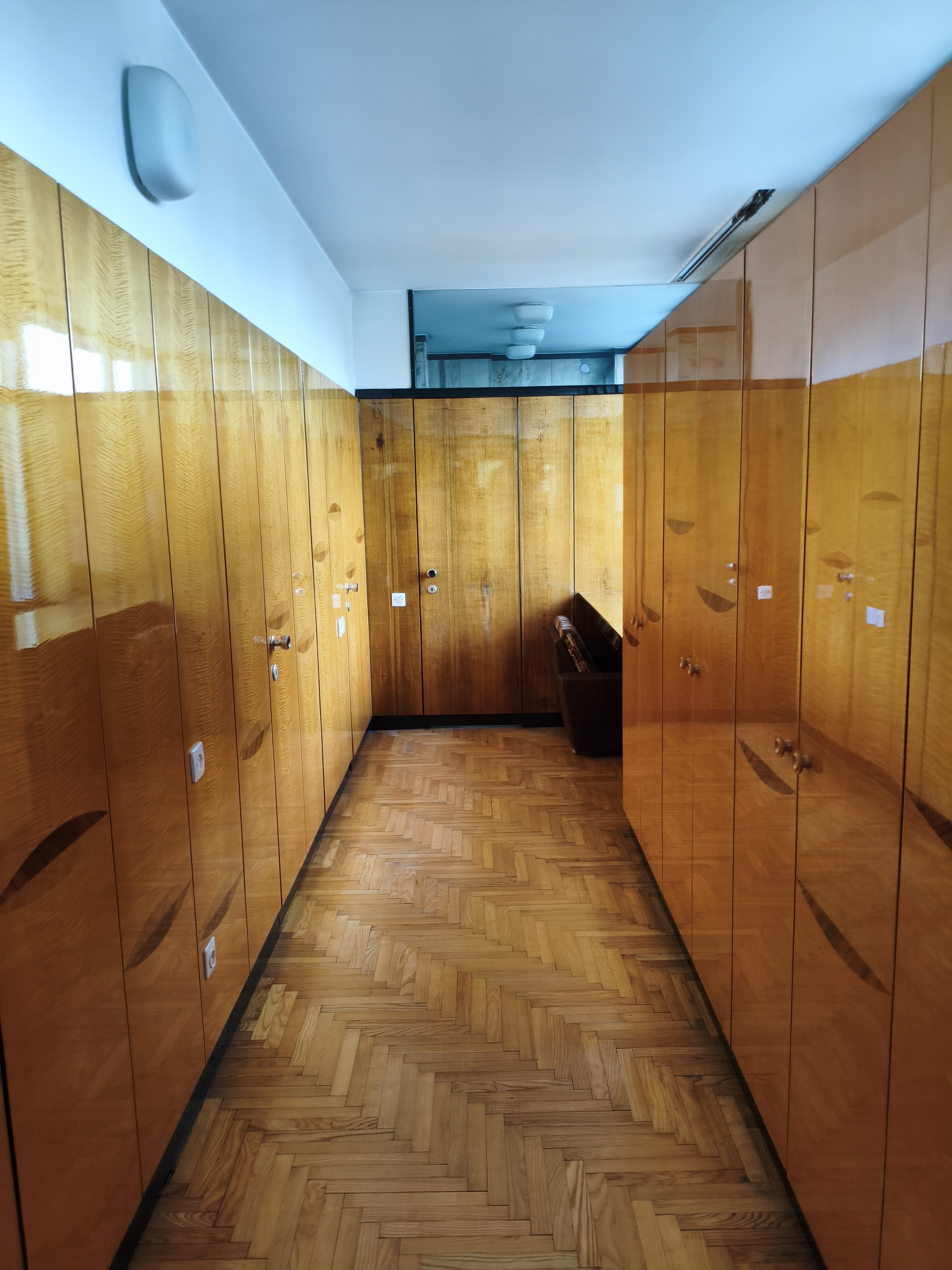
Po lewej wejścia do sypialni, po prawej szafy, na wprost łazienka
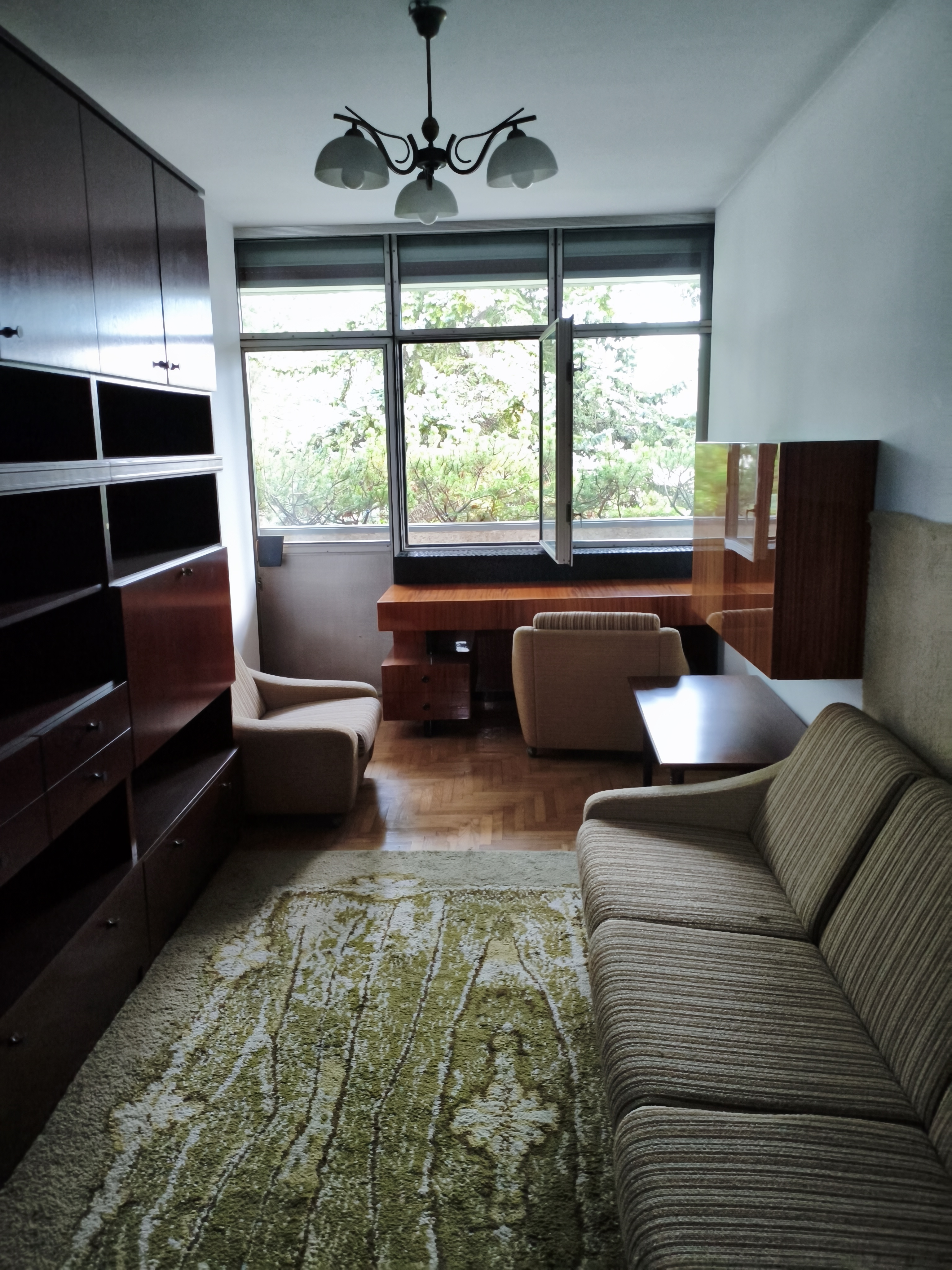
Jedna z sypialni dla dzieci
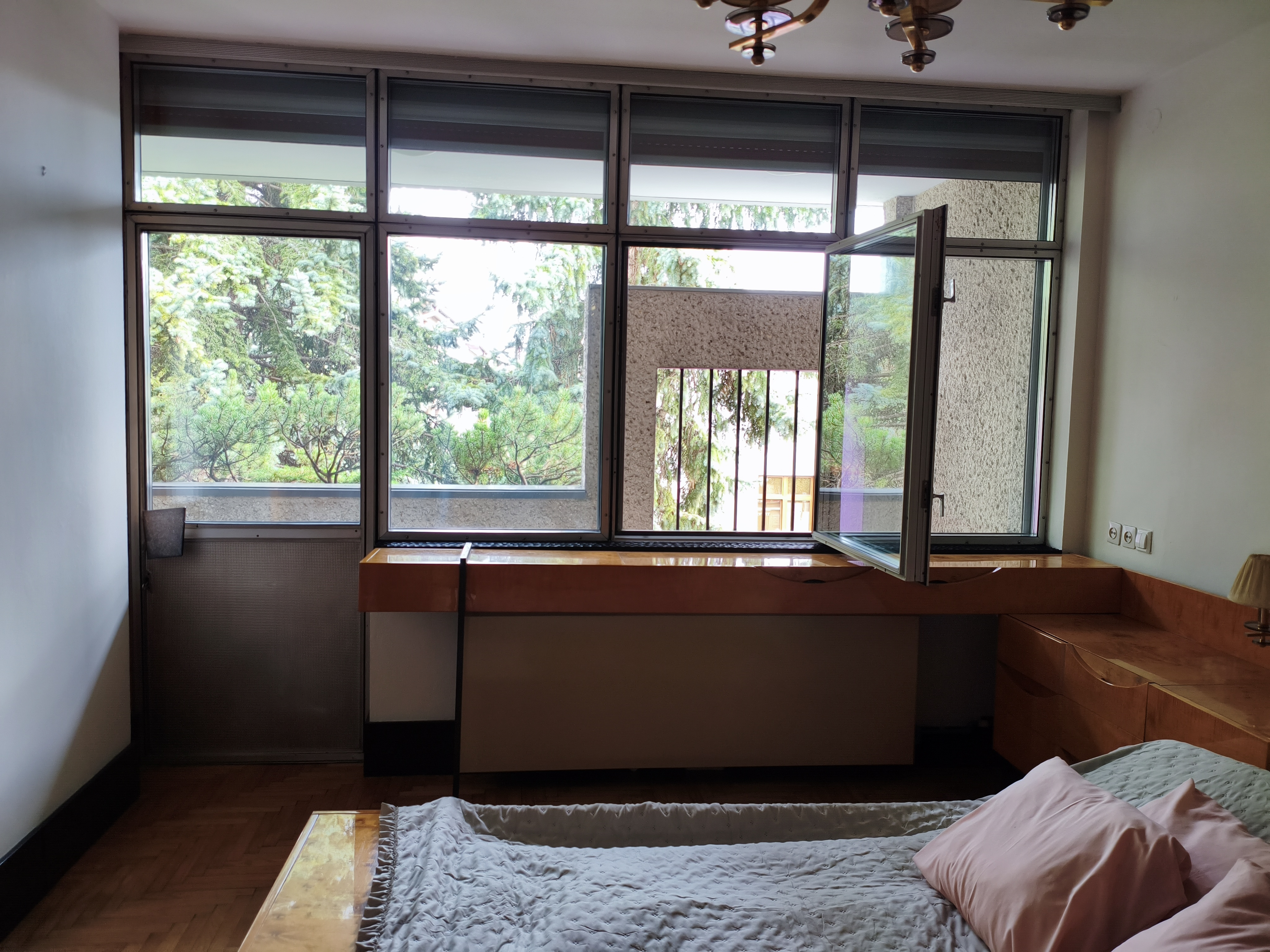
Sypialnia Stanisława Książka i jego żony
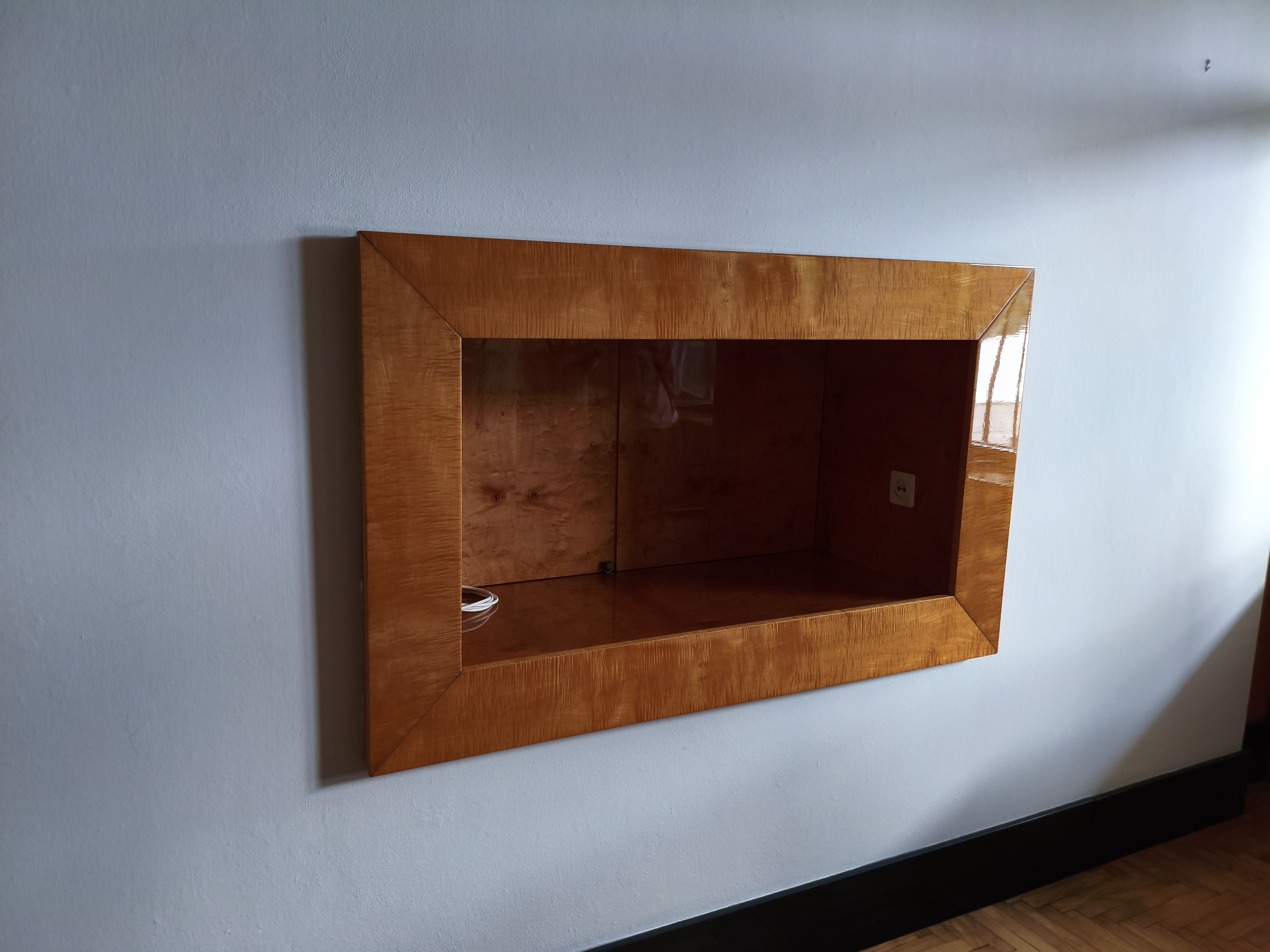
Okienko do podglądania dzieci (zasłonięte)
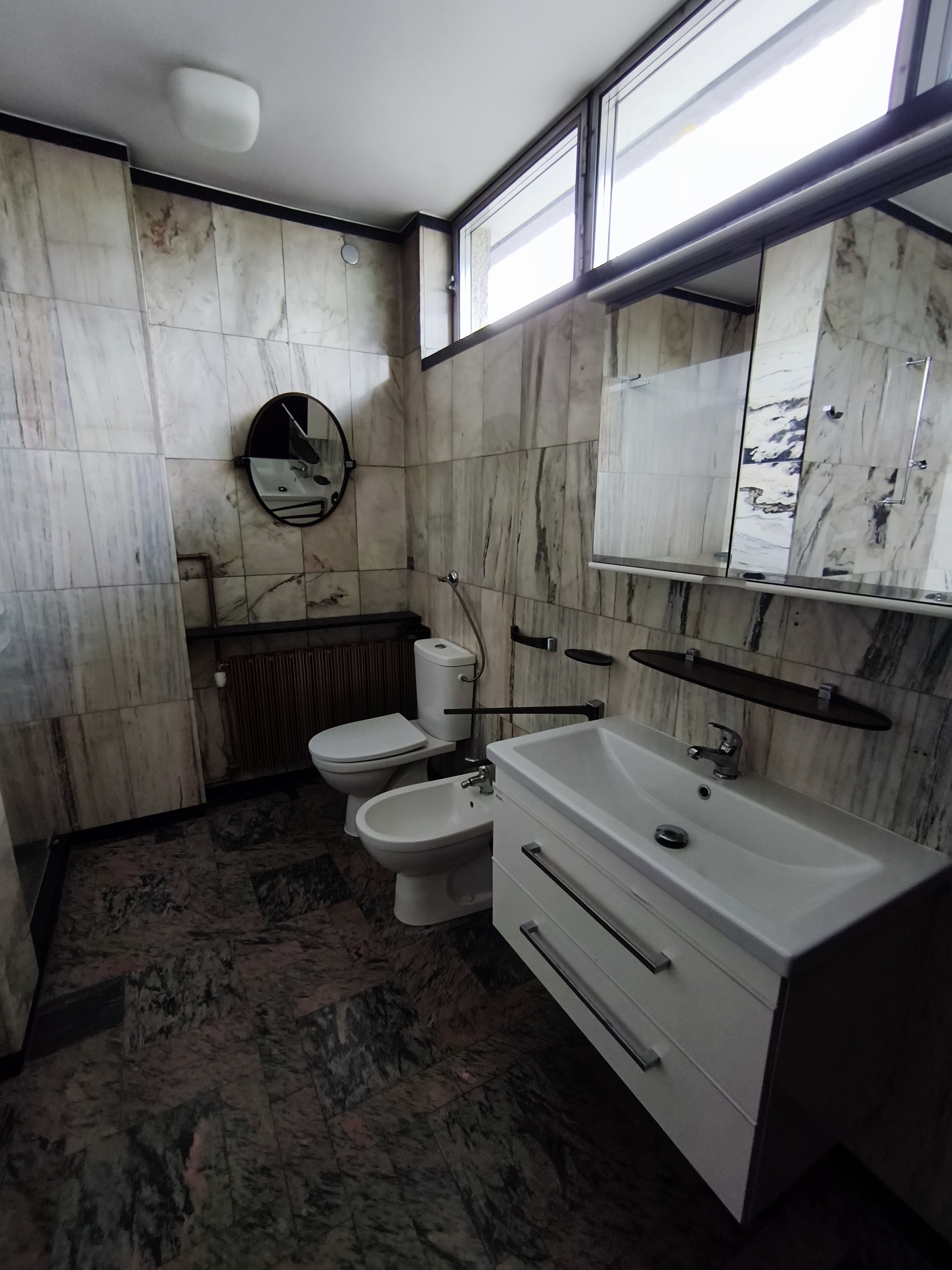
Łazienka
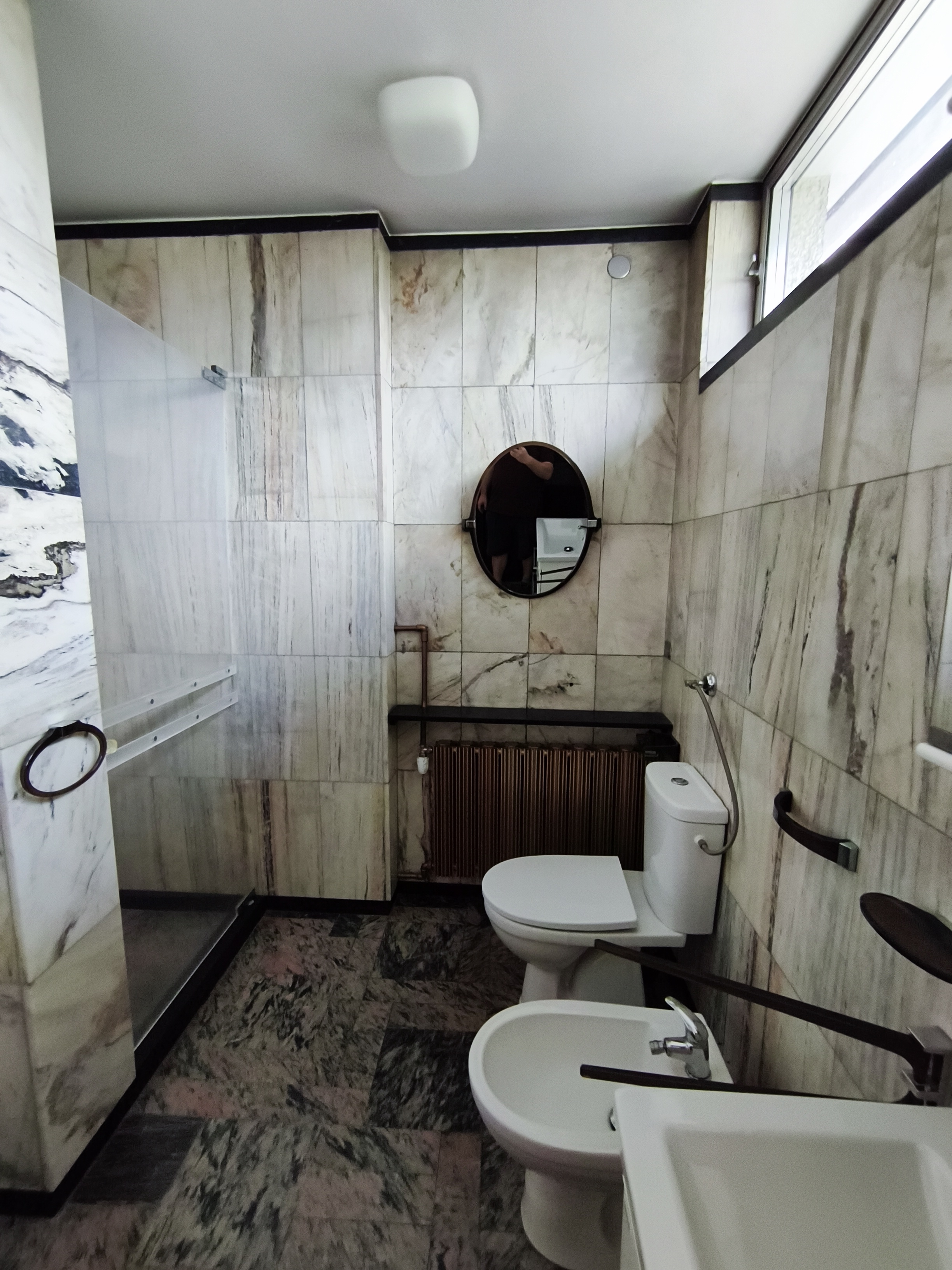
Łazienka (po lewej widoczna kabina prysznicowa)
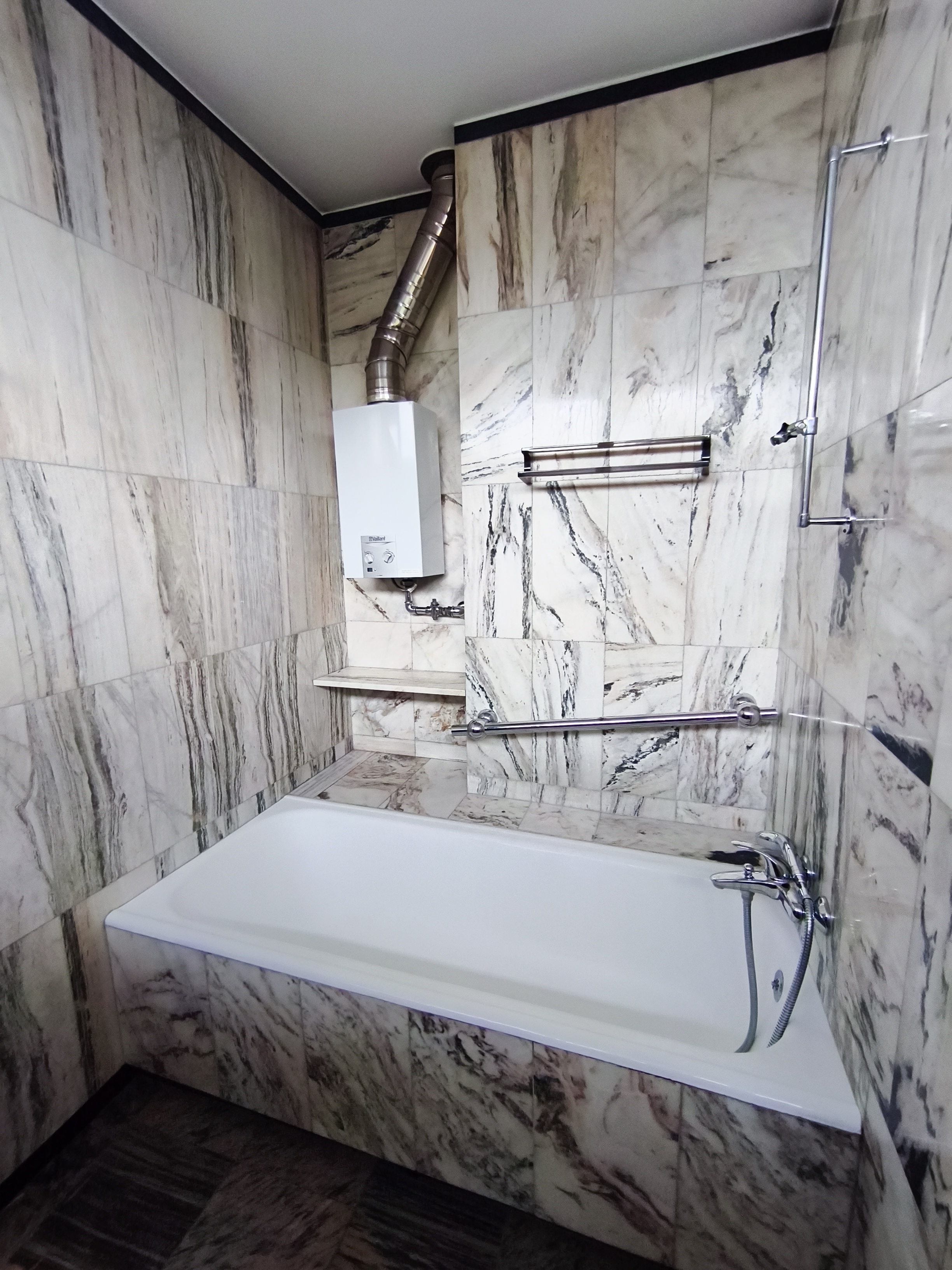
Łazienka, na zdjęciu widoczna wanna oraz kocioł gazowy
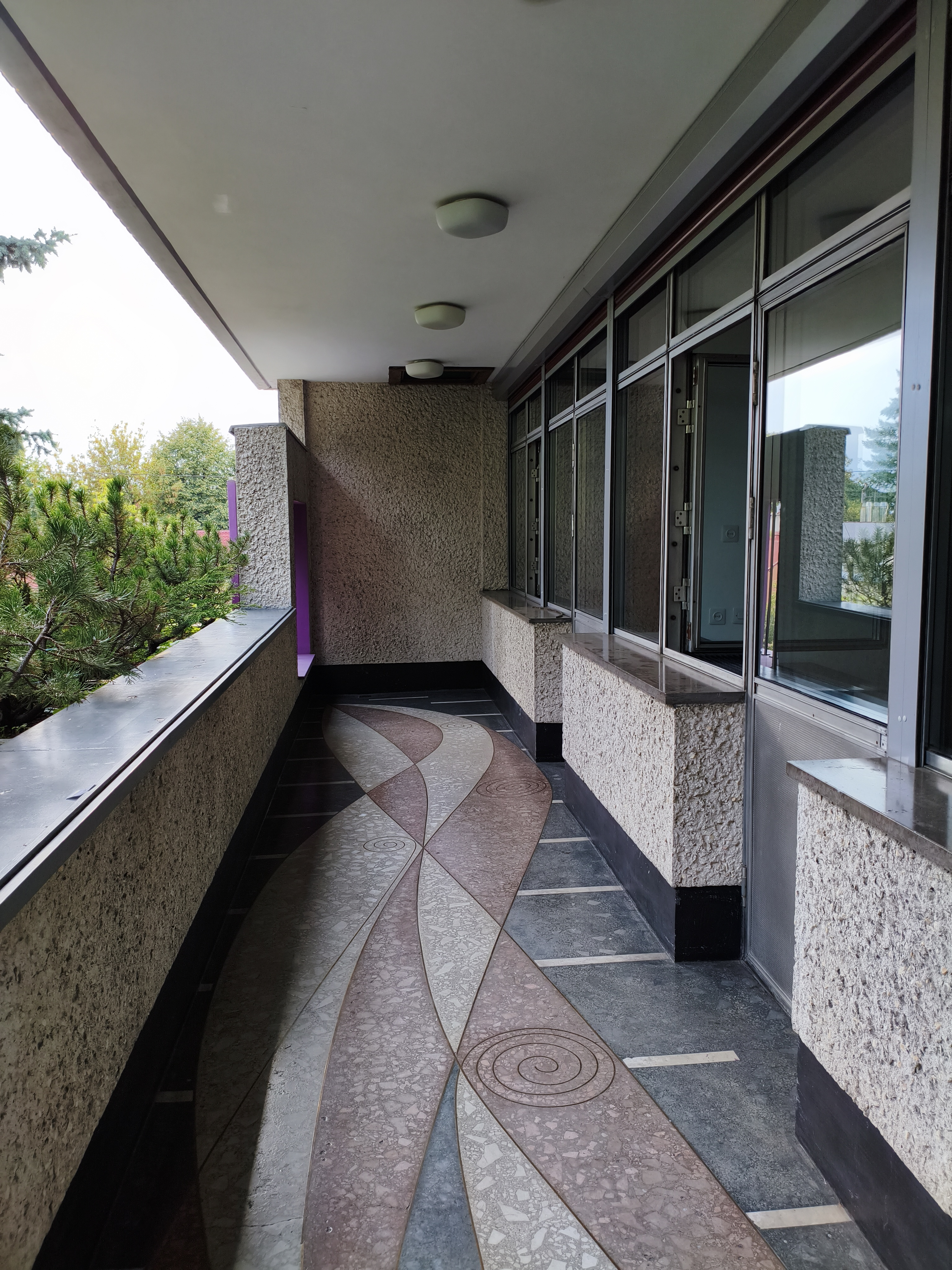
Balkon
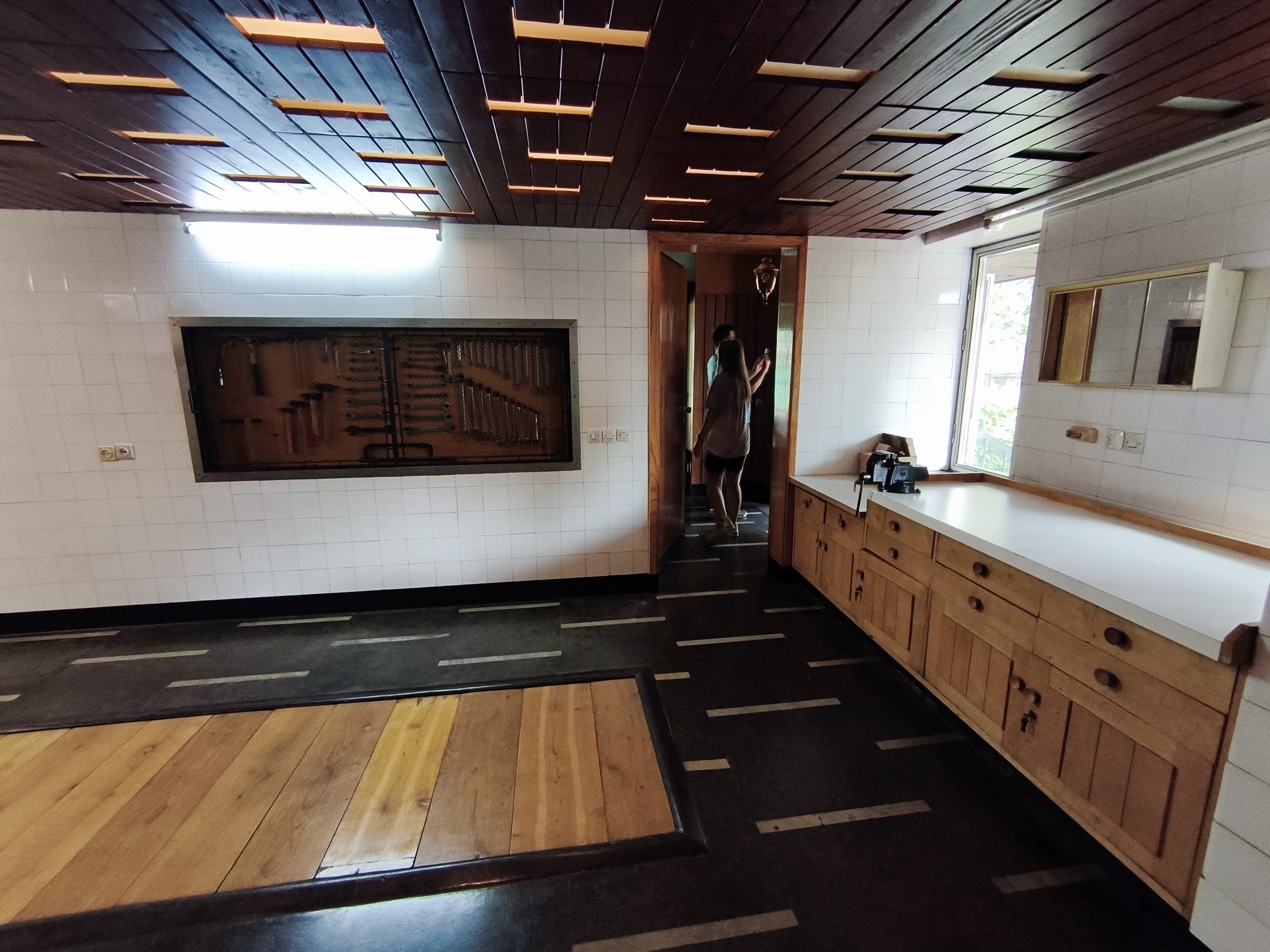
Garaż
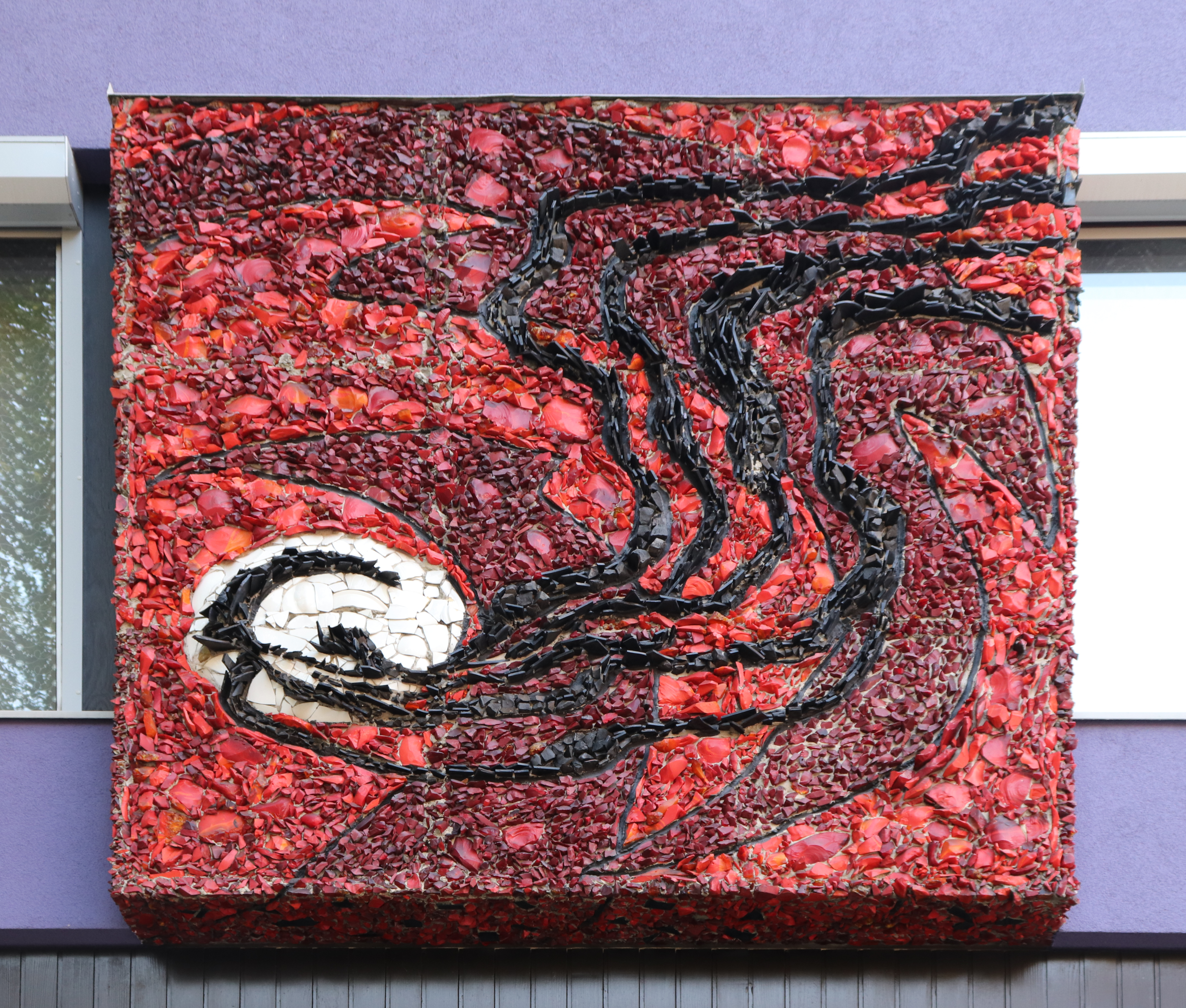
Mozaika w ogrodzie
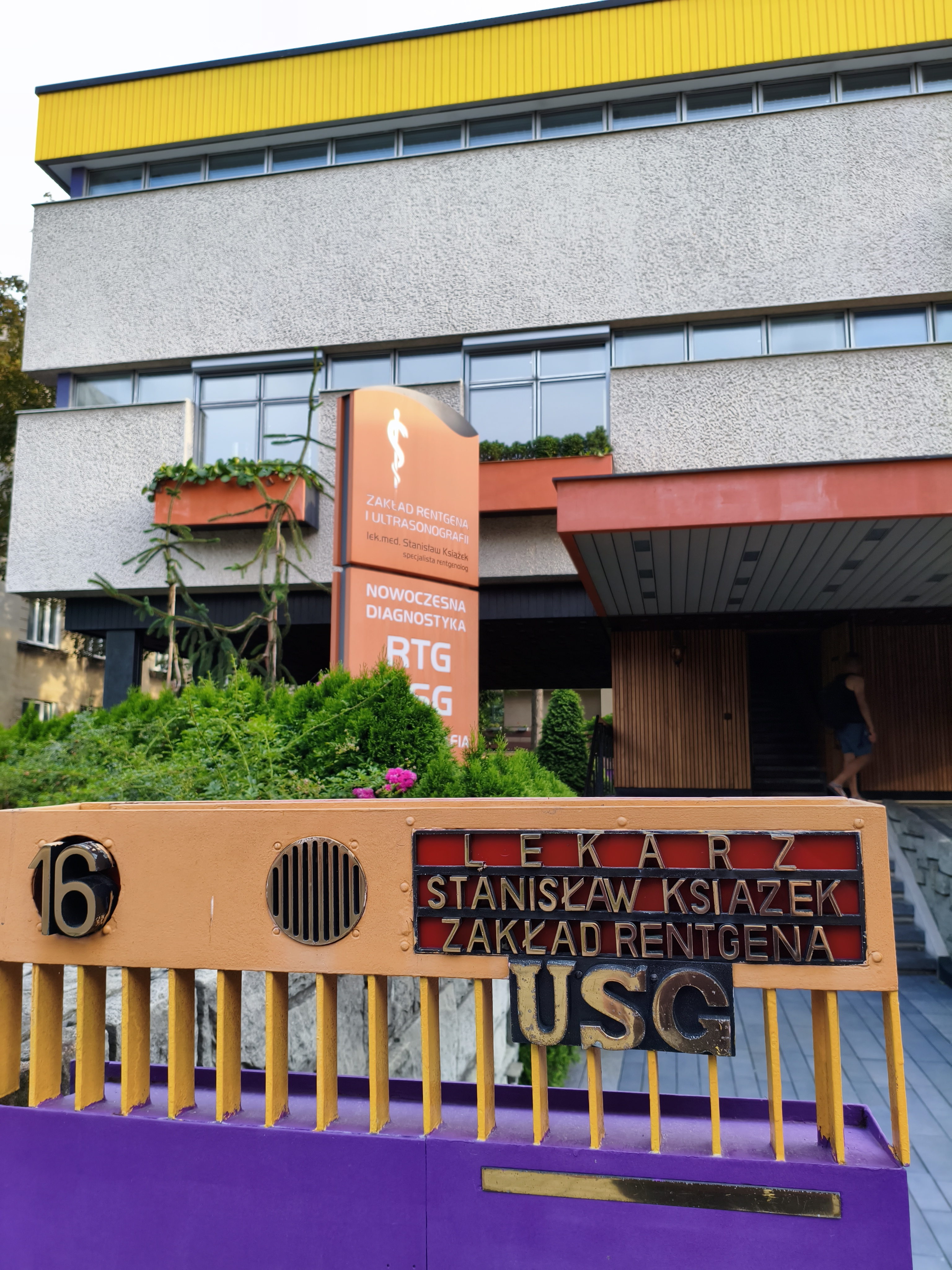
Tabliczka przy wejściu na posesję